# Automeris liberia
Automeris liberia är en fjärilsart som beskrevs av Pieter Cramer 1780. Automeris liberia ingår i släktet Automeris och familjen påfågelsspinnare. Inga underarter finns listade i Catalogue of Life.

## Bildgalleri

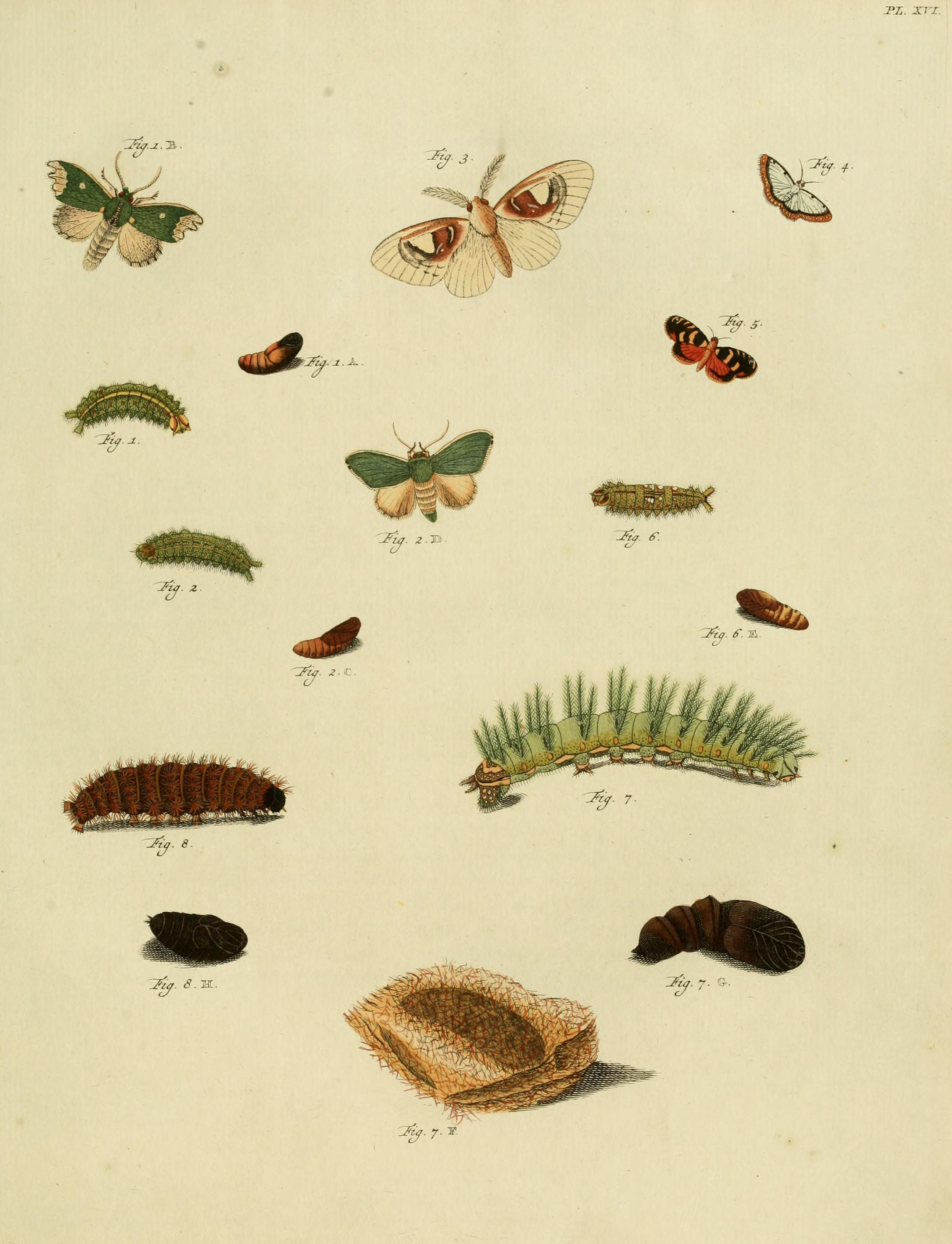
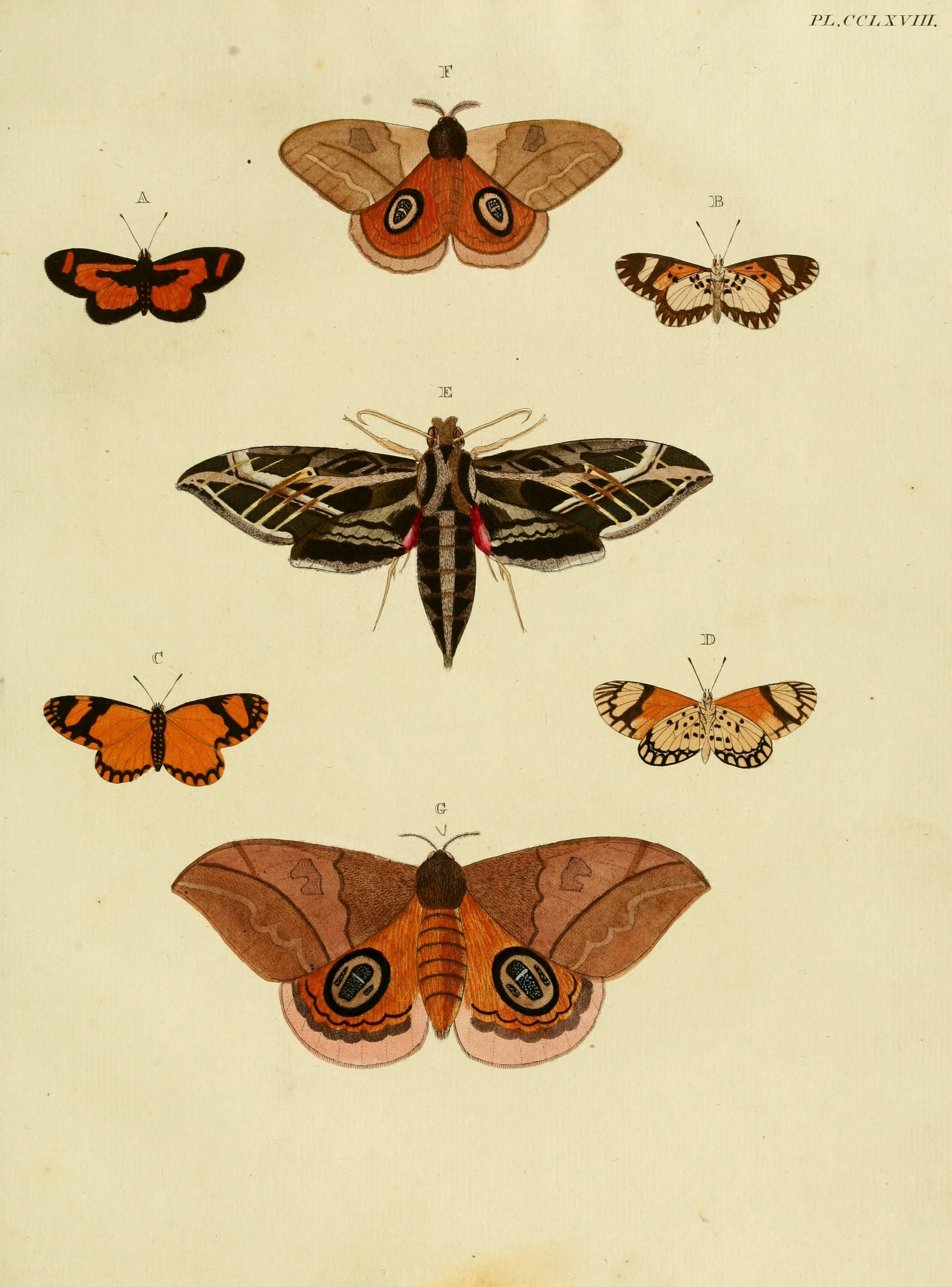